# Келеберда (Полтавская область)

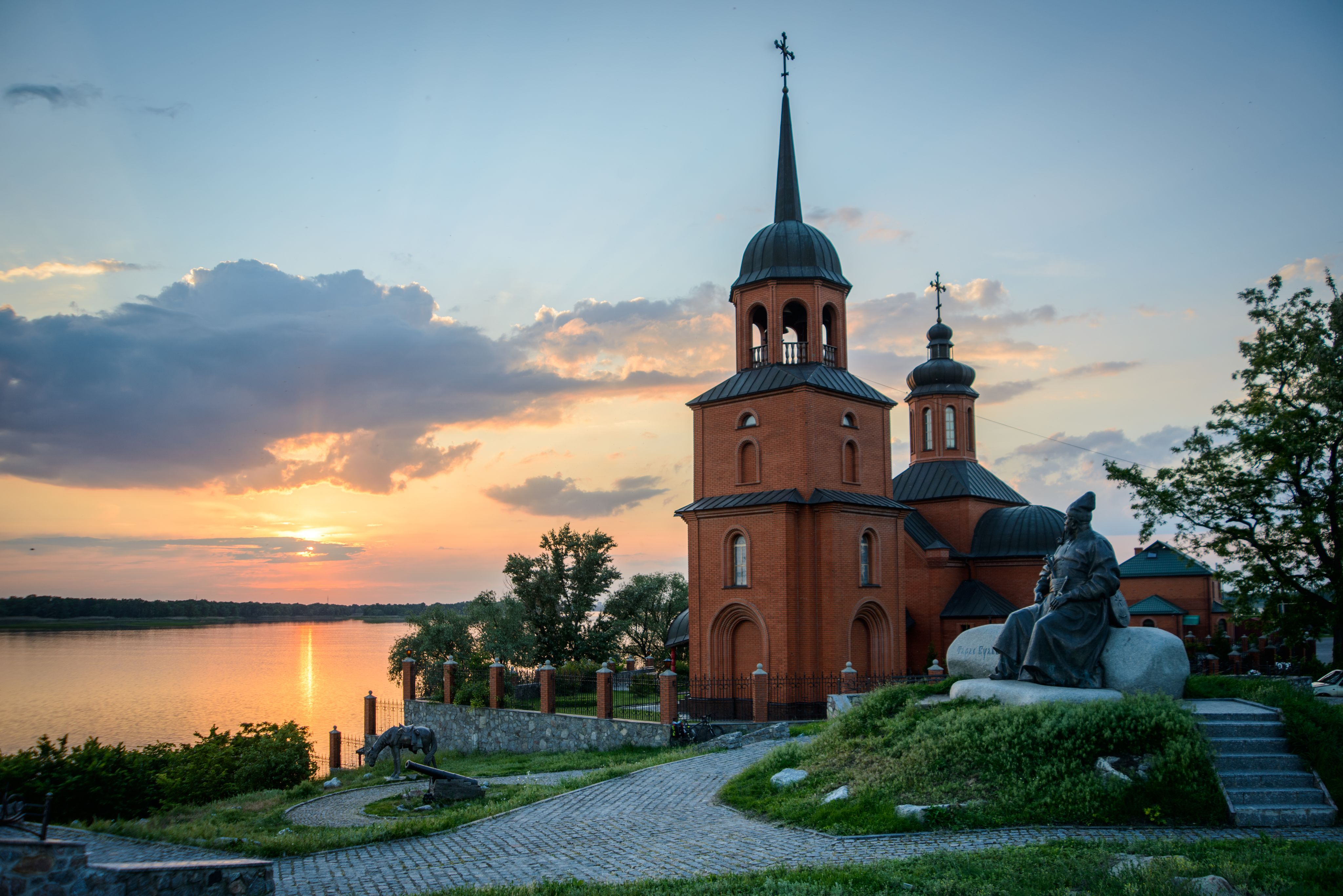
Спасо-Преображенская церковь и памятник Тарасу Бульбе

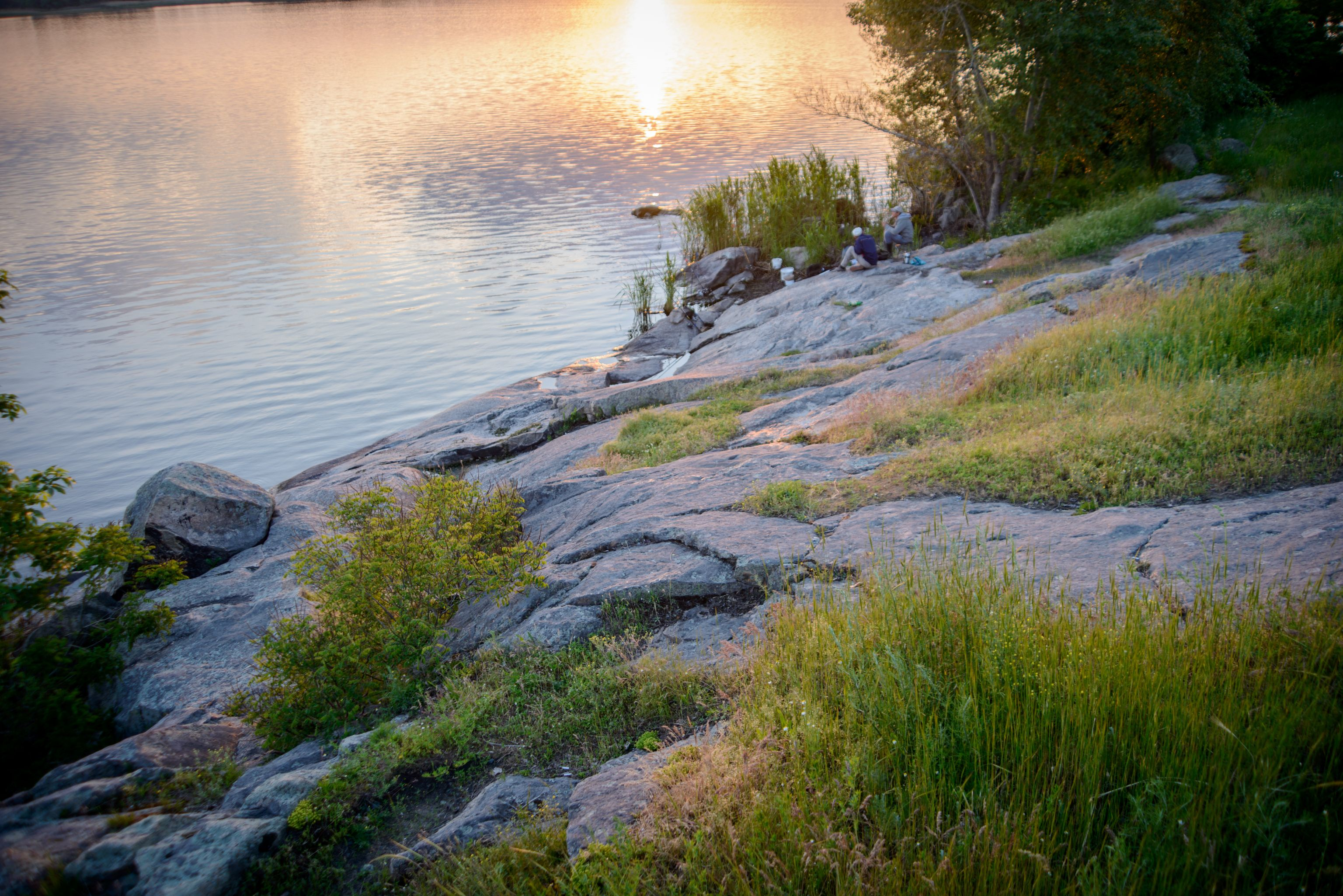
«Келеберда» — геологический памятник природы

Келеберда (укр. Келеберда) — село в Келебердянском сельском совете Кременчугского района Полтавской области Украины.
Код КОАТУУ — 5322482001. Население по переписи 2001 года составляло 451 человек.
Является административным центром Келебердянского сельского совета, в который не входят другие населённые пункты.

## Географическое положение
Село Келеберда находится на левом берегу реки Днепр, на выступающем далеко в реку мысу. Выше по течению на расстоянии в 5 км расположен город Горишние Плавни.
К селу примыкают большие пруды рыбохозяйства, так что село практически со всех сторон окружено водой.

## История
- Келеберда была сотенным местечком Полтавского полка.
- Татары опустошали село в 1675, 1696, 1796 годах.
- На берегу Днепра тянется выступ светло-розового гранита. Этот камень в 1804 году был употреблён на пьедестал для колонны в честь Петра I в Полтаве.
- Во время Великой Отечественной войны при освобождении Украины в селе велись бои. Трое воинов Красной Армии получили за подвиги в этих боях звание Герой Советского Союза:
  - Глазунов, Григорий Иванович,
  - Горобец, Алексей Фёдорович,
  - Игнатьев, Импануил Никифорович.

## Экономика
- «Днепровская волна», ЗАО.

## Религия
- Спасо-Преображенская церковь.

## Достопримечательности
- «Келеберда» — геологический памятник природы местного значения, площадь — 5 га. Уникальные геологические образования: выходы мигматитов, которым насчитывается около 3 млрд лет.